# Половко Іван Кирилович
Половко Іван Кирилович (20 липня 1887 року — 24 квітня 1967 року) — український метеоролог, кліматолог, геофізик, кандидат фізико-математичних наук, професор Київського національного університету імені Тараса Шевченка.

## Біографія
Народився 20 липня 1887 року у Ічні, тепер Чернігівської області.
- 1912 закінчив фізичний факультет Київського університету.
- 1919 році зараховують до аспірантури.
- з 1912 — працював у Київському університеті року на фізичному факультеті.
- У 1912—1936 роках працює у Метеорологічній обсерваторії Київського університету (з 1929 р. — геофізична обсерваторія гідрометслужби України) спостерігачем, лаборантом, асистентом, старшим асистентом, геофізиком, старшим геофізиком, начальником обсерваторії.
- У 1937—1941 роках — професор, завідувач кафедри фізичної географії,
- у 1949—1953 роках — завідувач кафедри метеорології та кліматології географічного факультету,
- у 1953—1956 роках — професор кафедри.

## Нагороди і відзнаки
Нагороджений медаллю «За доблесну працю у Великій Вітчизняній війні 1941—1945 років».

## Наукові праці
Сфера наукових досліджень: загальна метеорологія і атмосферна електрика, клімат земної кулі і клімат України.Основні праці:
1. Кліматичні елементи Києва (1881—1930). — К., 1937.
2. Клімат Української РСР: Короткий нарис. — К., 1958. (у співавторстві).
3. (рос.) Пособие к практическим занятиям по метеорологии. — К., 1953.